# Dojo
Dojo ou Dojô (japonês: 道場, Hepburn: Dōjō, lit. “Local do caminho”) é o local onde se treinam artes marciais japonesas. Muito mais do que uma simples área, o dojô  deve ser respeitado como se fosse a casa dos praticantes. Por isso, é comum ver o praticante fazendo uma reverência antes de adentrar, tal como se faz nos lares japoneses.
O termo foi emprestado do zen-budismo, significando “lugar de iluminação”, onde os monges praticavam a meditação, a concentração, a respiração, os exercícios físicos e outros mais. Decompondo-se a nos kanjis, ver-se-á que «dō» quer dizer «caminho», «estrada» ou «trilha» (sentido espiritual), e «jō», «lugar», «espaço físico», «sítio».
Costuma-se referir a um academia de judô, aiquidô, caratê etc. como um dojô, mas se trata de coisas distintas. A palavra «dojô» somente se refere ao espaço físico onde se desenvolve o treino de uma arte marcial japonesa, enquanto academia se refere ao sítio onde se pratica alguma modalidade esportiva, ou não. Logo, «dojô» é o lugar onde se pratica o «caminho de uma arte marcial».
Isto quer dizer que um pintor alcança a felicidade pintando, um médico realizando cirurgias e um budoca praticando uma arte do budô.